# P. F. Sloan

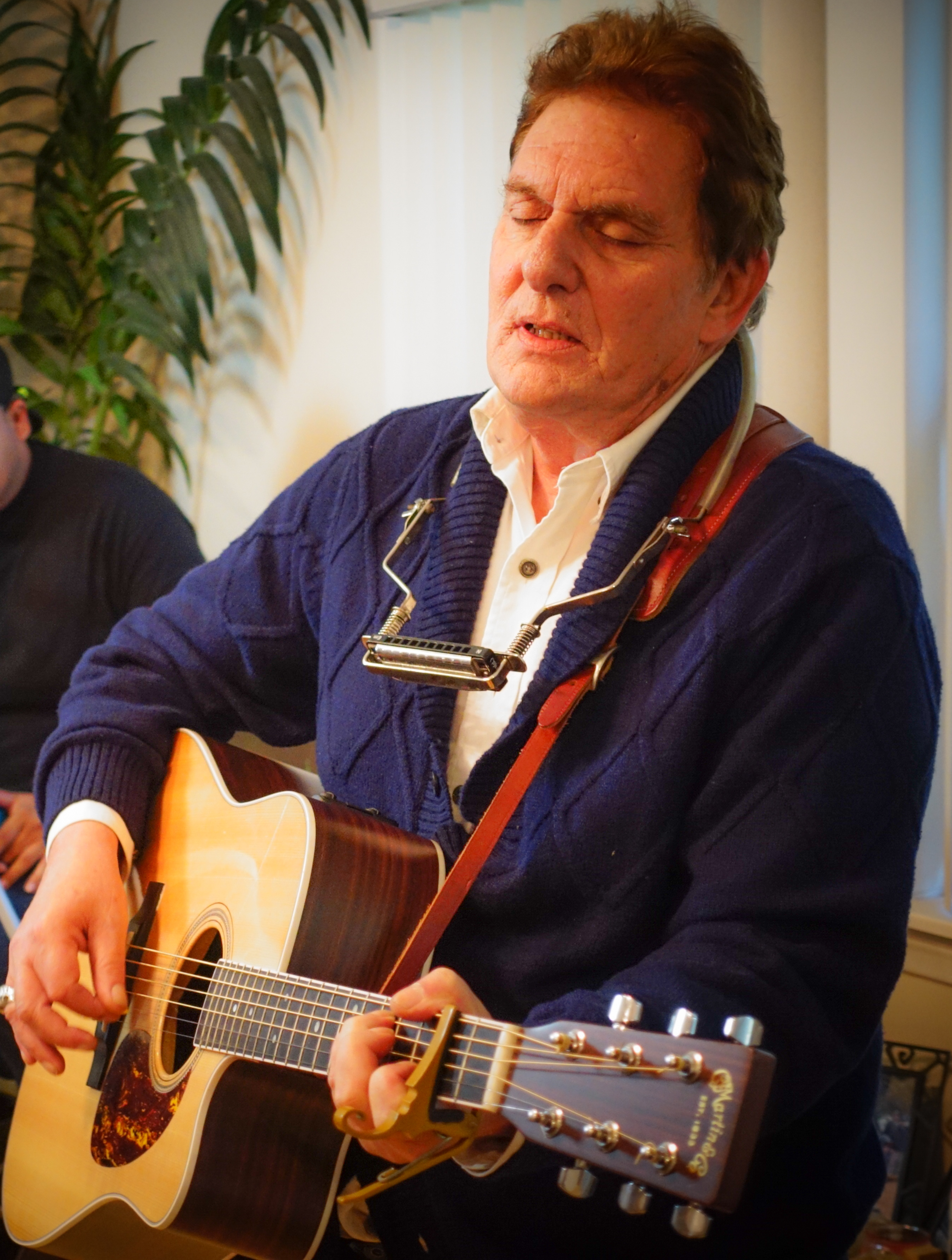
P. F. Sloan, 2014

P. F. Sloan (gebürtig Philip Gary Schlein; * 18. September 1945 in New York City, New York; † 15. November 2015 in Los Angeles, Kalifornien) war ein amerikanischer Sänger und Songschreiber.

## Leben

### Songschreiber und Produzent
Nachdem sich Familie Schlein 1957 in Kalifornien niedergelassen hatte, wurde Philip Gary Schlein in der Musikszene von Los Angeles schnell bekannt. Als Songwriter unter dem Künstlernamen P. F. Sloan bei dem Plattenlabel Dunhill Records beschäftigt, schrieb und produzierte er, meist zusammen mit Steve Barri, zahlreiche Titel für bereits etablierte Musiker, darunter Hits wie Kick That Little Foot Sally Ann (Round Robin), Eve of Destruction (Barry McGuire), You Baby (The Turtles) und Secret Agent Man (Johnny Rivers). Sloan schuf, sang und produzierte auch Songs für die Band The Grass Roots, z. B. Where were you when I needed you, später auch von Herman’s Hermits ein Hit in den Charts. A Must to Avoid, ein weiterer Hit dieser Band, stammte ebenfalls aus seiner Feder. Einen Song mit dem Titel P. F. Sloan verfasste der Singer-Songwriter Jimmy Webb für das Album Words & Music von 1970.

### Sänger
Als Solokünstler und Sänger seiner eigenen Stücke trat P. F. Sloan besonders in den späten 1960er und frühen 1970er Jahren hervor. In dieser Zeit veröffentlichte er die Alben Songs of Our Times (1965), Twelve More Times (1966), Measure of Pleasure (1968) und Raised On Records (1972). Nach einer längeren Auszeit erschienen die Alben Songs of Other Times (1988) und Serenade of the Seven Sisters (1994, nur in Japan erhältlich). Das von Jon Tive produzierte Album Sailover aus dem Jahr 2006 bietet eine Mischung aus alten und neuen Songs. Neben Jon und Sally Tive waren an Sailover unter anderem folgende Gastmusiker beteiligt: Frank Black, Buddy Miller, Lucinda Williams, Felix Cavaliere, Tom Petersson und Gary Tallent.